# Skäggriskssnylting
Skäggriskssnylting (Hypomyces spadiceus) är en svampart som beskrevs av Fr. ex Cooke 1884. Skäggriskssnylting ingår i släktet Hypomyces och familjen Hypocreaceae.  Arten är reproducerande i Sverige. Inga underarter finns listade i Catalogue of Life.